# Asura crocopepla
Asura crocopepla là một loài bướm đêm thuộc phân họ Arctiinae, họ Erebidae.